# مايك هال (رافع أثقال)
مايك هال (بالإنجليزية: Mike Hall)‏ هو رافع أثقال ‏ أمريكي، ولد في 3 أكتوبر 1956 في لويس في الولايات المتحدة.